# Вишневка (Сосновский район)
Вишневка — посёлок в Сосновском районе Тамбовской области России. Входит в состав Зелёновского сельсовета.

## География
Расположен в пределах Окско-Донской равнины, в западной части района, у реки Слом.
Климат
Вишневка находится, как и весь район, в умеренном климатическом поясе, и входит в состав континентальной климатической области Восточно-Европейской равнины. В среднем в год выпадает от 350 до 450 мм осадков. Весной, летом и осенью преобладают западные и южные ветра, зимой — северные и северо-восточные. Средняя скорость ветра 4-5 м/с.

## История
Согласно Закону Тамбовской области от 17 сентября 2004 года № 232-З населённый пункт Вишневка включен в состав образованного муниципального образования Зелёновский сельсовет.

## Население
| 2010 |
| ---- |
| 4    |

## Инфраструктура
Личное подсобное хозяйство.

## Транспорт
Просёлочная дорога из посёлка Нововасильевка.